# Openluchtbad (Zwolle)
Het Openluchtbad, ook bekend als Vereniging Openluchtbad Zwolle, is een openluchtzwembad in de wijk de Wipstrik in de Nederlandse stad Zwolle. Het bad werd ontworpen door de architect J.G. Wiebenga en werd op 9 juni 1933 officieel in gebruik genomen.

## Geschiedenis
In augustus 1991 werd door de gemeente Zwolle besloten dat het bad gesloopt zou worden. Redenen hiervoor waren de hoge exploitatiekosten en het nieuw geopende Hanzebad. De voorgenomen sloop leidde tot onvrede onder veel Zwollenaren. Om de sloop tegen te houden werd het zwembad dan ook bezet. De bezetters verlieten het zwembad pas in november na een bezetting van 77 dagen, toen de acute sloopdreiging uit de lucht was. De uiteindelijke redding voor de lange termijn kwam toen het zwembad in 1994 door de toenmalige Rijksdienst voor de Monumentenzorg (in 2006 opgegaan in de RACM) werd aangewezen als rijksmonument. In 2023 werd bij de seizoensopening een monument onthuld ter herinnering aan de protesten die leidden tot het behoud van het bad. 

## Beschrijving
Het Openluchtbad telt zes baden. Twee 50 meter baden, twee ondiepere 30 meter baden en twee uit de kluiten gewassen peuterbaden. De tweedeling van het bad stamt nog uit de tijd van seksescheiding tussen mannen en vrouwen. Vanaf de kassa bekeken was de rechterkant voor de heren en de linkerkant voor de dames. Aan de rechterkant van het bad staan twee 1 meter duikplanken, één 3 meter duikplank en één 5 meter duikplank. De laatste is vanwege de veiligheid niet meer toegankelijk voor publiek. Naast de duikplanken is er nog een 3 meter glijbaan tussen de duikplanken in en een kleinere glijbaan in zowel het 30 meter bad als het peuterbad aan de rechterzijde.

## Beheer
Om het zwembad zowel open als betaalbaar te houden is er een systeem opgezet waarbij ieder hoofdlid van het zwembad elk seizoen een bepaald aantal uren vrijwilligerswerk verricht. Het vrijwilligerswerk bestaat bijvoorbeeld uit administratief werk, de kassa bezetten, toezicht houden, schoonmaken of controleur van de waterkwaliteit.